# مايزنهايم (اتحاد إداري)
اتحاد مايزنهايم (بالأَلمانِيَّة: Verbandsgemeinden Meisenheim) هُو اِتِّحاد إِدارِي أَلمانِيَّ في مِنطَقَة بَاد كرُويتسٌنَآخ التَّابِعة لِمُحافظة كُوبلنز في وِلاَية رَآينٌ لَاند - بفَآلز في جُمهُوريَّة أَلمَانيَا الاِتّحاديّة. ويضُمُّ اِتِّحاد مَآيزِنٌهَآيمٌّ مدِينة واحِدة، وأَربع عشرة بَلدة بمِساحة تُقَدَّر بحَوالَي 100 كم².

## مُدُن وبلدَات اِتِّحاد مَآيزِنٌهَآيمٌّ
يضُمُّ اِتِّحاد مَآيزِنٌهَآيمٌّ مدِينة واحِدة، وأَربع عشرة بَلدة بمِساحة تُقَدَّر بحَوالَي 100 كم². وهي كالتَّالي:

### المُدُن
| اِسم المدِينة     | ٱلِٱسم بالأَلمانِيَّة | عَدد السُكَّان | المِساحَة (كم²) |
| --------------- | ---------------- | ---------- | ------------- |
| مدِينة مَآيزِنٌهَآيمٌّ | Stadt Meisenheim | 2٬809      | 10            |

### البلدَات
| اِسم البلدَة      | ٱلِٱسم بالأَلمانِيَّة       | عَدد السُكَّان | المِساحَة (كم²) |
| --------------- | ---------------------- | ---------- | ------------- |
| بَلْدَة أَبتڤَآيلِر   | Gemeinde Abtweiler     | 202        | 6             |
| بَلْدَة بِشرِبَآَخْ     | Gemeinde Becherbach    | 857        | 11            |
| بَلْدَة برَآيتِنٌهَآيمٌّ | Gemeinde Breitenheim   | 394        | 6             |
| بَلْدَة كَآلبَآَخ     | Gemeinde Callbach      | 368        | 5             |
| بَلْدَة دِزلُوخ      | Gemeinde Desloch       | 339        | 6             |
| بَلْدَة يِكِنٌبَآَخ     | Gemeinde Jeckenbach    | 217        | 6             |
| بَلْدَة هُوندسبَآَخ   | Gemeinde Hundsbach     | 378        | 7             |
| بَلْدَة لِتّڤَآيلِر    | Gemeinde Lettweiler    | 205        | 6             |
| بَلْدَة لُولبَآَخ     | Gemeinde Löllbach      | 217        | 5             |
| بَلْدَة غآُومبَآَخ    | Gemeinde Raumbach      | 403        | 4             |
| بَلْدَة غِيبُورن     | Gemeinde Rehborn       | 698        | 10            |
| بَلْدَة غَآيفِيلبَآَخ  | Gemeinde Reiffelbach   | 223        | 4             |
| بَلْدَة شميِدتّڤَآيلِر | Gemeinde Schmittweiler | 195        | 5             |
| بَلْدَة شڤَآينشِيد   | Gemeinde Schweinschied | 155        | 6             |

## وُصلات خارجيّة
- صفحة اِتِّحاد مَآيزِنٌهَآيمٌّ الرّسميّة (باللُّغَةُ الألمانِيّة).

## مَراجع
1. ↑  "معلومات عن مآيزنهآيم (اتحاد إداري) على موقع d-nb.info". d-nb.info. مؤرشف من الأصل في 2019-12-11.
2. ↑  "معلومات عن مآيزنهآيم (اتحاد إداري) على موقع viaf.org". viaf.org. مؤرشف من الأصل في 2016-11-12.